# Alpha Oumar Konaré
Alpha Oumar Konaré es un político malí. Fue presidente de la República de Malí entre 1992 y 2002, y hasta el 2005 presidente de la Comisión de la Unión Africana. Es miembro de Alto Consejo de la Organización Internacional de la Francofonía. Es doctor honoris causa por la Universidad de Rennes 2 Haute Bretagne.

## Biografía
Alpha Oumar Konaré nació el 2 de febrero de 1946 en Kayes (Malí) donde acudió a la escuela elemental. Más tarde se trasladó a Bamako donde asistió al instituto de Terrasson de Fougères y luego a los Maristas en Dakar (Senegal), al Instituto Moderno de Kayes y entre 1962 y 1964, a la Escuela Normal de Secundaria de Katibougou. Hizo sus estudios superiores en historia en la Universidad de Bamako (1965-1969). En 1971 se casó con la también historiadora Adame Ba Konaré y ambos se trasladaron a la Universidad de Varsovia (Polonia) entre 1971 y 1975, donde se doctoraron en Historia y Arqueología. La disertación de Konaré fue sobre el desarrollo de la agricultura en la cuenca superior del río Níger entre los siglos XIII y XVII, período floreciente del imperio malí. 

### Trayectoria política
Militó políticamente desde muy joven, en 1967 es escogido secretario General de la juventudes US-RDA (Union soudanaise-Rassemblement démocratique africain), el partido de Modibo Keïta en la Escuela Superior de Bamako
En 1976 regresó con su familia a Bamako donde ejerció de profesor de Historia contratado por el Ministerio de Cultura y también ejerció de presidente del Consejo de Museos, hasta mayo de 1978. En ese momento fue nombrado por el jefe del Gobierno militar, el general Moussa Traoré, Ministro de Juventud, Deportes, Arte y Cultura. En agosto de 1980 Konaré dimitió de su puesto en el Gobierno, mostrando así su desacuerdo con la perpetuación en el poder de Traoré, que se había nombrado presidente constitucional en unas elecciones de candidatura única el año anterior. Konaré volvió nuevamente a sus actividades académicas y se concentró en la promoción de eventos culturales.
Durante los siguientes años se dedicó además al periodismo y fundó junto a su esposa la editorial Jamana y del diario independiente Les Echos en 1984. Fue además consultor de la Unesco en el Programa de Naciones Unidas para el Desarrollo (PNUD) y la Agencia de Cooperación Cultural y Técnica. Era además el presidente de la Asociación Africana Occidental de Arqueología.
En 1986 retomó la actividad política, fundando el Frente Nacional Democrático y Popular, que se coordinó clandestinamente con otras organizaciones de la oposición, puesto que la Unión Democrática del Pueblo Maliense (UDPM), el partido de Traoré, era el único partido legal por aquel entonces.
Dentro del marco legal del régimen, Konaré presidió la Mutua de Trabajadores de la Educación y la Cultura (MUTEC) en 1987 y, de nuevo, el Consejo de Museos a partir de 1989.
En 1990, participó de nuevo junto a Adame Ba Konaré en la creación de la asociación ADEMA Alianza por la Democracia en Malí, un partido de centroizquierda que se adhirió a la campaña de huelgas y protestas no violentas contra el régimen de Traoré.
El 26 de marzo de 1991, el teniente coronel Amadou Toumani Touré ejecutó un golpe de Estado y programó, junto con la junta militar, un cronograma para la creación y puesta en marcha de un marco constitucional plural y prometió convocar elecciones al cabo de un año. La ADEMA se constituyó como partido el 26 de mayo de 1991 y Konare tomó parte en la Conferencia Nacional, que entre julio y agosto diseñó los instrumentos legales del futuro régimen democrático. Ese mismo año fundó "Radio Bamakan3 la primera radio asociativa de Malí.
En las elecciones legislativas del 23 de febrero y en el balotaje, celebrada el 8 de marzo de 1992, el partido de Konaré, la ADEMA consiguió 76 de los 116 escaños de la Asamblea Nacional. En las elecciones presidenciales del 12 y el 26 de abril, Konaré se impuso con el 69% de los votos a Tieoulé Mamadou Konaté su inmediato opositor, de la Unión Sudanesa-Reagrupamiento Democrático Africano (US-RDA). El 8 de junio la junta de Touré entregó el poder a Konaré, que se convirtió, con un mandato de cinco años, en el primer presidente de Malí elegido democráticamente desde la independencia de Francia en 1960.
A lo largo de sus diez años de Gobierno, Konaré se proyectó como uno de los mandatarios africanos más comprometidos con el desarrollo de su país, que figura entre las diez naciones con más débiles índices de desarrollo humano del mundo, tratando de que fuera sostenido, pero también equilibrado en el esquema de regiones. Diversos programas de desarrollo socioeconómico fueron sufragados conjuntamente por la Unión Europea y por Francia, mientras que el Fondo Monetario Internacional, confiando en la austeridad financiera de la gestión de Konaré y pese a las graves deficiencias en el sistema tributario malí, financió un programa de ajuste estructural cuya primera etapa fue la introducción de un impuesto uniforme al consumo en 1993.
En marzo de 1996, el gobierno consiguió la estabilidad territorial con la pacificación en la zona más al norte del país y la acogida de los Movimientos y Frentes Unificados del Azawad (MFUA), reuniendo a tres organizaciones armadas tuaregs y combatientes songhai del movimiento de Ghanda Koy. Estos habían mantenido duros combates con el Ejército desde 1994. Se aceptó la oferta gubernamental de desarme y reinserción en el ejército malí.
A pesar del favorable crecimiento económico del país durante la década de 1990, hubo muchas protestas sindicales debido a la privatización de algunas empresas públicas. Las elecciones legislativas del 20 de julio y el 3 de agosto de 1997 se celebraron en un ambiente bastante tenso debido a los actos de violencia, las detenciones policiales de opositores y el boicot practicado a 18 partidos, finalizó con una mayoría absoluta para ADEMA con 128 escaños.
En las presidenciales del 11 de mayo de ese mismo año, Konaré obtuvo la reelección improrrogable hasta 2002 con un 95,5% de los votos frente a Mamadou Maribatourou Diaby, del Partido de la Unidad, el Desarrollo y el Progreso (PUDP), el único partido de la oposición, tras la retirada del proceso de ocho candidatos, que habían acusado al poder de unos comicios poco claros.
En cuanto a la política exterior, Konaré jugó un papel destacado en numerosas ocasiones. Fue mediador en las crisis de la República Centroafricana y la República Democrática del Congo (entonces Zaire) en 1997. Tropas del ejército malí formaron parte de la Misión Inter-Africana de la Monitorización de la Implementación de los Acuerdos de Bangui (MISAB) y de la siguiente en 1998, la Misión de las Naciones Unidas para la República Centroafrican (MINURCA), así como en las fuerzas de pacificación (Ecomog) de la Comunidad Económica de Estados del África Occidental (CEDEAO) en Liberia, Sierra Leona y Guinea-Bissau.
En 1999 fue elegido presidente anual de la CEDEAO, la cual obtuvo su primer parlamento en 2000 con sede en Bamako. Impidió los intentos de golpe de Estado perpetrados por los militares en Níger en abril de 1999 y en Costa de Marfil en diciembre del mismo año. Con Konaré, Malí fue el primer país que ratificó el Tratado de la Unión AfricanA (OUA) que se celebró en Lomé en julio de 2000.
Durante esos años, la economía progresó, a la vez que se luchaba contra la corrupción y se solicitaba a los organismos internacionales de crédito que condonaran o reescalonaran parte de la deuda externa (unos 3000 millones de dólares). Sin embargo, el partido de Konaré entró en crisis, debido a los enfrentamientos internos entre el primer ministro Ibrahima Boubacar Keita y el ministro de finanzas Soumaïla Cissé. En 2000 Keita cesó sus funciones en el Gobierno y en diciembre el grupo de Cissé consiguió la jefatura del partido y la nominación presidencial para suceder a Konaré en las elecciones de 2002.
Dichos comicios Se celebraron entre el 28 de abril y el 12 de mayo de 2002. Accediendo a la segunda vuelta el expresidente militar Amadou Toumani Touré y el candidato gubernamental, Soumaila Cissé. Amadou Toumani Touré ganó el balotaje con el 64,35 % de los votos.
El último acto de Konaré en el gobierno fue conceder el perdón presidencial al exdictador Traoré, pero este lo rechazó y continuó encarcelado cumpliendo su condena. Es miembro del Club de Madrid.
En septiembre de 2021, Alpha Oumar Konaré, fue hospitalizado de urgencia en Marruecos en el hospital Cheikh Zaid en Rabat.

## Vida personal
En 1971 se casó con la historiadora y escritora Adame Ba Konaré con quien ha compartido trabajo y activismo en el movimiento democrático maliense. Tienen cuatro hijos.

| Predecesor: Amadou Toumani Touré | Presidente de Malí 1992 - 2002 | Sucesor: Amadou Toumani Touré |